# Малолетко, Александр Николаевич
Александр Николаевич Малолетко (род. 1 января 1968, Ташкентская область) — российский экономист, доктор экономических наук, профессор, автор более 350 научных и учебно-методических работ, изданных в России и за рубежом.

## Образование
1989 – с отличием окончил Харьковское высшее военное училище тыла МВД СССР, специальность «Командная тактическая тыла», квалификация -  инженер-экономист.
1997 – с отличием окончил Военную академию тыла и транспорта (в н.вр. Военная академия материально-технического обеспечения имени генерала армии А. В. Хрулёва), специальность «Командно-штабная оперативно-тактическая тыла», квалификация: организатор материально-технического снабжения.
Pешением ВАК Минобрнауки России от 28.05.2010 № 21д/114 присуждена ученая степень доктора экономических наук, тема диссертации: «Концепция экономической безопасности развития системы высшего образования России».
Приказом Минобрнауки России от 30.12.2016 № 1648/нк-1 присвоено ученое звание профессора по специальности «Экономика и управление народным хозяйством».

## Карьера
1989 – 1990 начальник службы 88 отдельного специального моторизованного батальона (г. Нальчик).
1990 – 1992 начальник службы Высших курсов МВД СССР (с 1990 Ташкентское высшее военно-техническое училище внутренних войск МВД СССР).
1992 – 1994 начальник службы Пермского высшего военного командного училища внутренних войск МВД СССР (в н.вр. Пермский военный институт войск национальной гвардии Российской Федерации).
1994 – 1997 слушатель Военной академии тыла и транспорта (г. Санкт-Петербург).
1997 – 2000 заместитель командира 6 Отряда специального назначения «Витязь» ВВ МВД РФ (с 1999 года 1-й Краснознаменный отряд специального назначения внутренних войск МВД России «Витязь», в н.вр. 604-й Краснознамённый центр специального назначения «Витязь»).
2000 – 2002 заместитель начальника Московской академии МВД России.
2002 – 2004 начальник управления Московского университета МВД России.
2004 – 2006 докторант Московского университета МВД России.
2006 – 2011 проректор Российского государственного университета туризма и сервиса.
2011 – 2014 первый заместитель генерального директора Оздоровительного комплекса «Шереметьевский» Управления делами Президента Российской Федерации.
2014 – 2019 проректор Российского государственного социального университета.
2019 – н.вр. советник ректора Российского университета кооперации.

## Награды
Ведомственные награды
Почётная грамота Совета Федерации (от 15 ноября 2016).
Медаль «За отличие в службе III степени», приказом МосУ МВД РФ от 23.09.2006 г, № 786.
Медаль «За отличие в службе II степени», приказом МосУ МВД РФ от 2.11.2004 г, № 858.
Медаль «За отличие в службе I степени», приказом МосУ МВД РФ от 31.10.2006 г, № 519 л/с.
Нагрудный знак «За отличие в службе» I степени ВВ МВД СССР.
Нагрудный знак «За отличие в службе» II степени ВВ МВД СССР.

## Воинские звания
Полковник

## Членство в экспертных и консультативных советах и комиссиях
Эксперт, уполномоченным на проведение независимой антикоррупционной экспертизы нормативных правовых актов и проектов, нормативных правовых актов (распоряжение Минюста Российской Федерации от 10.02.2015 № 124-р),
Член экспертной группы по национальному проекту «Наука» (утв. заместителем председателя Правительства России Т. Голиковой от 22.03.2018)
Член Федеральное учебно-методическое объединение в сфере высшего образования по УГСН 43.00.00 Сервис и туризм.
Член Наблюдательного совета ФГАУ «ОК «Шереметьевский» Управления делами Президента Российской Федерации.
Член совета по защите диссертаций на соискание ученой степени кандидата наук, на соискание ученой степени доктора наук 75.2.046.01 (экономические науки).
Член совета по защите диссертаций на соискание ученой степени кандидата наук, на соискание ученой степени доктора наук 75.2.046.02 (экономические науки)
Действительный член (академик) Академии военных наук Российской Федерации.

## Научная деятельность
- Главный редактор научно-практического журнала OpenScience[4].
- Научный руководитель 7 кандидатов экономических наук.
- Область научных интересов: сфера услуг, туризм и гостеприимство, продовольственная и экономическая безопасность.
- Основатель научной школы исследований роли потребительской и сельскохозяйственной кооперации в обеспечении продовольственной безопасности (осн. в 2019 г).

Автор ряда учебников в области туризма и гостеприимства для студентов высших учебных заведений, в том числе:
- Бухгалтерский учет предприятий туристической индустрии[5]
- Бухгалтерский учет и экономический анализ гостиничного предприятия[6]
- Менеджмент в сервисе[7]
- Налоги и налогообложение: система налогообложения в туристской индустрии
- Проведение расчетов с бюджетом и внебюджетными фондами
- Статистика туризма Tourism statistics
- Требования к зданиям и инженерным системам гостиничного предприятия[8]
- Финансово-экономический анализ предприятия туристской индустрии[9]